# Ибн Джурайдж
Абу́-ль-Вали́д ‘Абд аль-Ма́лик ибн ‘Абд аль-‘Ази́з ар-Ру́ми, известный как Ибн Джура́йдж (араб. ابن جريج‎; 699, ? — 767, Багдад, совр. Ирак) — исламский богослов, мекканский традиционалист.

## Биография
Его полное имя: Абу-ль-Валид (Абу Халид) ‘Абд аль-Малик ибн ‘Абд аль-‘Азиз ибн Джурайдж ар-Руми аль-Кураши аль-Макки аль-Умави. Имел греческое происхождение (его деда звали Григорий — Джурайдж), вероятно был вольноотпущенником семейства Халида ибн Асада. Интересовался филологией, литературой, историей. Передавал хадисы от Аты ибн Абу Рабаха, Муджахида ибн Джабра, Икримы и других известных людей. От него передавали хадисы Ваки ибн аль-Джаррах, Абдуллах ибн аль-Мубарак, Суфьян ибн Уяйна и др.
Он был настолько эрудированным, что его рассматривали как имама Хиджаза. О его жизни мало что известно, за исключением того, что он сопровождал полководца Маана ибн Заиду в Йемене, вскоре вернулся оттуда и к концу своей жизни пришёл в Ирак на суд аль-Мансура. Его имя связано, с одной стороны, с вопросом о законности передачи хадисов через письмо, а не устную передачу (сама‘), а с другой стороны, с традицией записи хадисов. Саид ибн Абу Аруба считал его первыми в Хиджазе, и даже во всём исламском мире, кто собрал вместе хадисы пророка Мухаммада в книге Фи-ль-’асар ва-хуруф ат-тафсир. Игнац Гольдциер утверждал, что отданный Ибн Джурайджу приоритет был незаслуженным, так как сборники хадисов упоминаются в более раннем периоде. Во всяком случае, его работа представляла собой подборку правовых преданий, сгруппированных по разделам о чистоте, молитве, закяте и т. д.

## Труды
- Тафсир Ибн Джурайдж[араб.] (араб. تفسير ابن جريج‎);
- Китаб ас-Сунан (араб. كتاب السنن‎);
- Манасик аль-хаджж (араб. مناسك الحج‎);
- Китаб джуз Ибн Джурайдж[араб.] (араб. كتاب جزء بن جريج‎).